# Hydrospeed

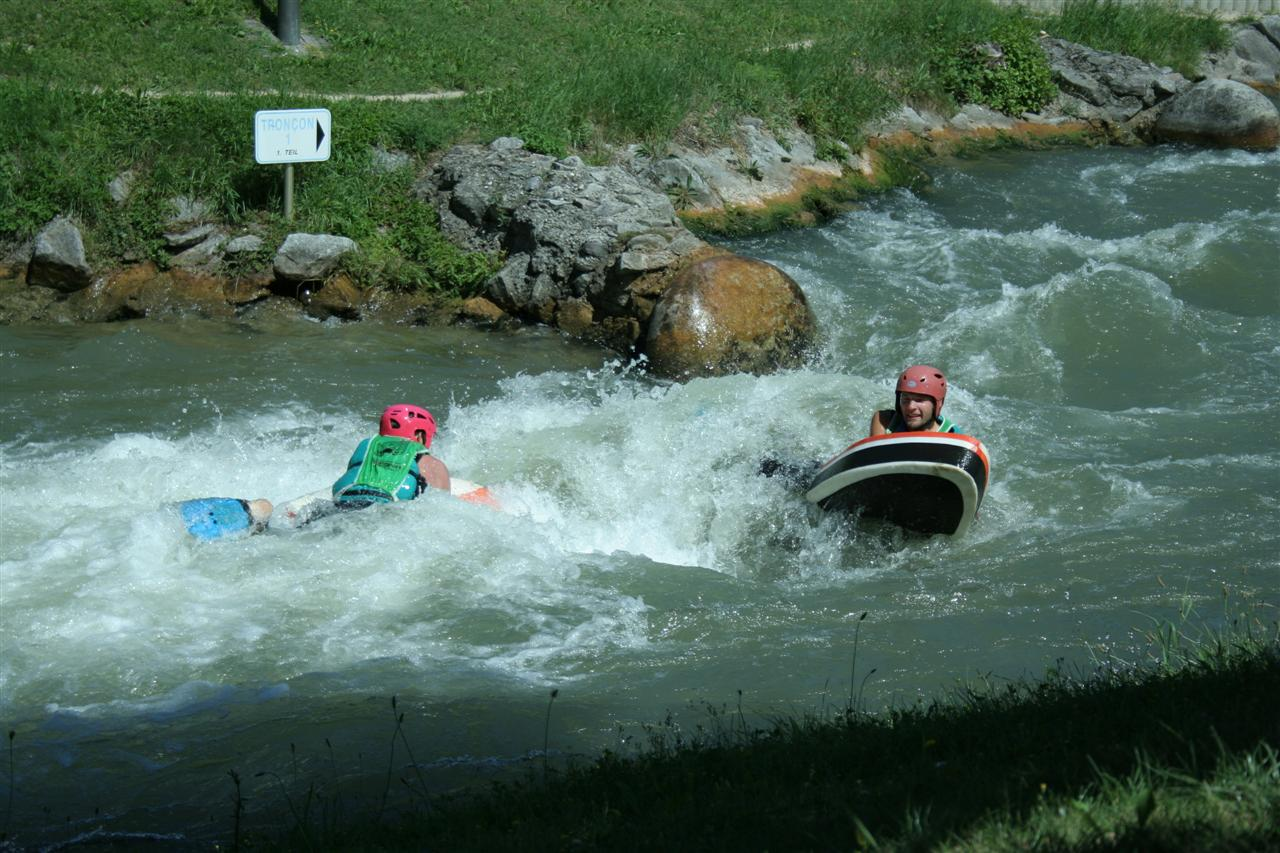
Práctica de hydrospeed en Huningue, Francia.

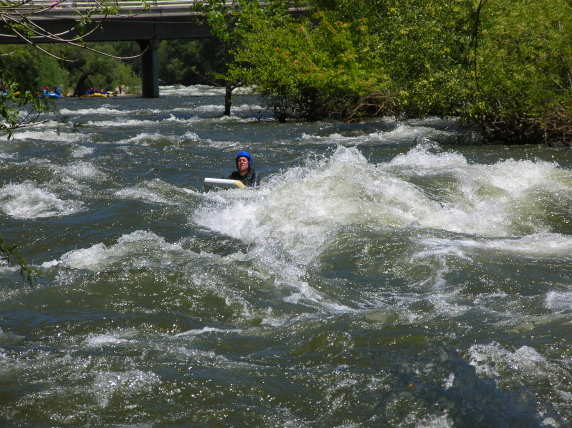
Práctica de hydrospeed en el río Kern, California.

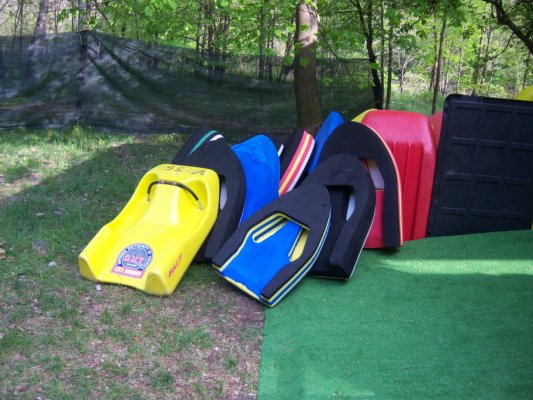
Equipamiento de hydrospeed.

El hydrospeed es un deporte náutico de descenso de ríos de montaña a bordo de una embarcación individual, controlada mediante maniobras corporales de su navegante.
La embarcación es corta confeccionada en plástico de alto impacto, con quilla, y dos soportes incorporados al mismo para que el navegante se aferre a la misma y poder ejercer control sobre la misma, posee una envergadura de 15 dm aproximadamente, ya que el navegante de la misma lleva sus piernas sobre el agua, las cuales harán las veces de timón, y de impulsor.

## Equipamiento
- Casco.
- Chaleco o dispositivo de flotabilidad similar.
- Aletas de buceo.
- Traje de neopreno (en el caso de aguas frías).